# Federação Angolana de Basquetebol
Die Federação Angolana de Basquetebol (FAB) ist der nationale Dachverband für Basketball in Angola. Sie residierte seit ihrer Gründung 1976 in der Rua Ginga in der Hauptstadt Luanda. Seit Oktober 1996 hat die FAB ihren Sitz im Sportkomplex Complexo Desportivo da Cidadela, auch bekannt als Pavilhão da Cidadela, in Luanda.

## Geschichte
Am 18. Mai 1930 fand das erste Basketballspiel in Angola statt. Zum 10. Jahrestag der Gründung des Vereins spielte Sporting Clube de Luanda, ein Filialverein Sporting Lissabons, gegen die Associação Académica do Liceu Central Salvador Correia und gewann 8:5. Neben diesen beiden Vereinen existierte mit dem Clube Atlético de Luanda lediglich ein dritter Basketballverein in der damaligen portugiesischen Kolonie Angola. Basketball hatte danach weiter einen schweren Stand in Angola, wo neben Fußball vor allem Rudern und Leichtathletik populäre Sportarten waren. Erst zwei Jahre später entstand ein vierter Verein, mit der Gründung einer Basketballabteilung des Sport Lisboa e Luanda (später Sport Luanda e Benfica), einem Filialverein von Benfica Lissabon.
Erst Ende der 1950er Jahre begann Basketball in Angola ein größeres Interesse zu wecken. Es wurden Ligen auf Angola-weiter Ebene und darunter auf Distriktebene organisiert. Ab 1963 wurde die portugiesische Meisterschaft vom portugiesischen Verband Federação Portuguesa de Basquetebol organisiert und zwischen den Meistern aus Portugal und den Überseeprovinzen Angola und Mosambik ausgetragen. 1969 gewann Sport Luanda e Benfica die portugiesische Meisterschaft.
Nach der 1975 erklärten Unabhängigkeit Angolas von Portugal wurde 1976 der angolanische Verband Federação Angolana de Basquetebol (FAB) gegründet. Die FAB wurde 1979 vom Weltverband Fédération Internationale de Basketball (FIBA) aufgenommen.
Seither konnten Auswahlen der FAB eine Reihe internationaler Titel für Angola gewinnen, das damit zu den erfolgreichsten Basketballnationen Afrikas zählt und Rekordmeister der Basketball-Afrikameisterschaft ist. Bei den Olympischen Sommerspielen 1992 in Barcelona war Angola erstmals auch bei den Olympiaden vertreten und konnte sich seither mehrmals qualifizieren, bisher jedoch ohne Medaillengewinn.

## Aktivitäten
Die FAB entsendet u. a. die angolanische Basketballnationalmannschaft der Herren und die angolanische Basketballnationalmannschaft der Damen zu internationalen Veranstaltungen, dazu kommen die U18, U16, U14 und U12-Nationalmannschaften.
Die FAB war Gastgeber der Basketball-Afrikameisterschaft 2007 und der Basketball-Afrikameisterschaft 1999, die beide Male von der angolanischen Auswahl gewonnen wurden. Angola ist Rekordmeister der Basketball-Afrikameisterschaft.
Die FAB ist Veranstalterin der nationalen Vereinsmeisterschaft der Männer und Damen (Campeonato Nacional Sénior Masculino bzw. Campeonato Nacional Sénior Masculino) und des Landespokals Taça de Angola. Zu den erfolgreichsten Vereinen zählen dabei CD Primeiro de Agosto und Atlético Petróleos Luanda aus der Hauptstadt und CRD Libolo aus Calulo.
Zusammen mit dem portugiesischen Verband Federação Portuguesa de Basquetebol organisiert die FAB zudem die Supertaça Luso-Angolana (auch Super Taça Compal), ein zwischen dem portugiesischen und dem angolanischen Meister ausgespielter Pokal. Inzwischen spielt auch der mosambikanische Meister um den Pokal mit.
Die FAB ist Mitglied im Comité Olímpico Angolano, dem angolanischen Nationalen Olympischen Komitee.

## Basketballtrainer der Nationalmannschaften (Auswahl)
- Michel Gomez
- José Claros Canals / Josep Clarós

- Aníbal Moreira (Frauen)
- José Villa (Frauen)

## Basketballfunktionäre des Verbandes (Auswahl)

### Liste von Präsidenten
| Name                                       | von  | bis  | Beleg |
| ------------------------------------------ | ---- | ---- | ----- |
| Ingenieur José Jaime de Castro Guimarães   | 1976 | 1986 |       |
| Ingenieur Carlos Manuel Patrício Teixeira  | 1986 | 1996 |       |
| Dr. António Pires Ferreira                 | 1996 | 2004 |       |
| Dr. Gustavo Dias Vaz da Conceição          | 2004 | 2008 |       |
| Paulo Alexandre Madeira Rodrigues Da Silva | 2008 |      |       |
| José Moniz Silva                           |      |      | [ 3 ] |

### Liste von Vizepräsidenten
| Name            | von | bis | Beleg |
| --------------- | --- | --- | ----- |
| Silvio Ferreira |     |     | [ 3 ] |

### Liste von Generalsekretären
| Name                                | von | bis | Beleg |
| ----------------------------------- | --- | --- | ----- |
| Antonio Celestino Sofrimento Manuel |     |     | [ 3 ] |
| Alcino Melo                         |     |     | [ 3 ] |